# Andrzej Zając (polityk)
Andrzej Roman Zając (ur. 9 kwietnia 1949 w Trzebini, zm. 16 maja 2023) – polski polityk, poseł na Sejm III i IV kadencji.

## Życiorys
W 1984 ukończył studia na Wydziale Przemysłu Akademii Ekonomicznej w Katowicach. Od 1972 do rozwiązania należał do Polskiej Zjednoczonej Partii Robotniczej, był m.in. I sekretarzem komitetu zakładowego. W latach 1970–1994 pracował jako inspektor w Kopalni Węgla Kamiennego „Chwałowice” w Rybniku. Następnie do 1997 był głównym specjalistą w Rybnickiej Spółce Węglowej.
W 1992–2002 sprawował mandat radnego Rybnika. W 1997 został wybrany do Sejmu III kadencji z okręgu gliwickiego z listy Sojuszu Lewicy Demokratycznej. W 2001 uzyskał poselską reelekcję w okręgu rybnickim z listy Sojuszu Lewicy Demokratycznej – Unii Pracy. Zasiadał we władzach krajowych SLD.
Został pochowany na cmentarzu komunalnym w Rybniku.